# Sveriges riksråd

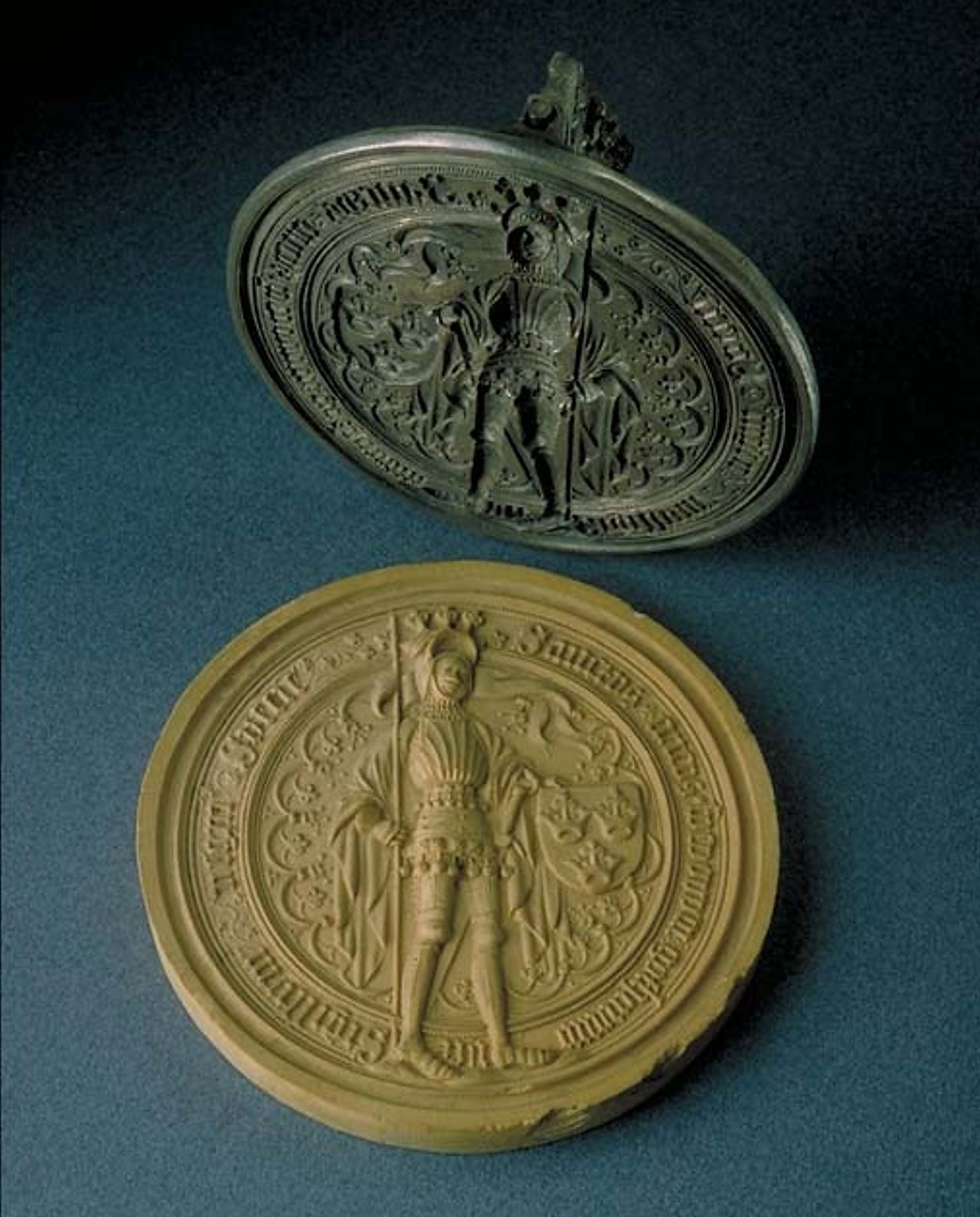
Riksrådets sigill 1436–1523, den så kallade "riksklämman".

Riksrådet, Det svenska rådet, var ett slags regering som, sedan medeltiden, tillsammans med kungen utgjorde riksstyrelsen. Det hade också en mellanställning mellan riksdagen (rikets ständer) och kungen, men hade dock olika ställning under olika tider. Under 1600-talet var dess främsta ledamöter de fem höga riksämbetsmännen vilka var och en ledde varsitt ämbetsverk (kollegium): riksdrotsen, riksmarsken, riksamiralen, rikskanslern, och riksskattmästaren. Under 1700-talet kom Kanslikollegiums kanslipresident att överta rollen som riksrådets ledare. Rådet kallades senast från 1630-talet långt in på 1700-talet senat.
Rådet fungerade även som högsta domstol då det utövade konungens domsrätt som var fastslagen i medeltida lagar. Dess dömande avdelning kallades Justitierevisionen.
Kontakten mellan kollegierna och Sveriges regionala och lokala myndigheter sköttes av landshövdingarna. Riksrådet som institution avskaffades av Gustav III efter införandet av Förenings- och säkerhetsakten efter Riksdagen 1789.

## Historia

### Ursprung
Ursprunget till riksrådet, ibland omnämnt som rådkammaren, var att kungen, omgiven av stormän i sin närhet, naturligt inhämtade dessas råd och stöd vid beslut. Dessa kom med tiden att betraktas som en särskild korporation i riket. Namnet "consiliarius" förekommer i Sverige första gången i ett dombrev från 1220-talet. Rådet var en erkänd institution i slutet av samma århundrade, och i Magnus Erikssons landslag från 1350-talet reglerades rådets uppgifter.
I början kallades rådet "konungens råd", men under Magnus Erikssons förmyndarstyrelse började det även benämnas "rikets råd". Under Magnus Erikssons egen regering förekom bägge benämningarna omväxlande. Om rådets organisation bestämdes i landslagen, att då kungen utser sitt råd sjäv. Kungen utsåg först ärkebiskopen, som intog första platsen i rådet, sedan ett fritt antal biskopar och klerker, och slutligen högst 12 riddare och svenner. Alla medlemmar skulle vara män födda i riket. Det var nödvändigt att låta utse de mäktigaste andliga och världsliga stormännen. Eftersom deras inflytande i vanliga fall gick i arv till deras avkomlingar, blev rådsvärdigheten snart i praktiken ärftlig och förbehållen de mäktigaste släkterna i riket. Det föreskrivna antalet medlemmar i rådet överskreds ofta, och man iakttog inte alltid förbudet mot att utse utlänningar till rådet.
Ett bevis på rådets ökade inflytande är att rätten att utse rådsherrar enligt vissa konungaförsäkringar, i strid mot gällande lag, fick utövas endast under rådets medverkan. Troligen har kungen inte haft rätt att avsätta rådsmedlemmar, särskilt som ämbetet i praktiken var ärftligt. Bland rådets medlemmar intog de andliga, på grund av sitt anseende och sin bildning, ett framstående rum. Att de hade högre rang än rådets världsliga medlemmar visas av att de vid undertecknande av brev och andra dokument skrev sina namn före de världsliga rådsherrarna, faktiskt till och med framför riksföreståndaren. Lagmännen satt vanligen i rådet, men blev aldrig självskrivna.

### Unionstiden
Till följd av att Erik av Pommern intog danskar i rådet blev det i Kristofers landslag (1442) stadgat att kungen skulle styra sitt rike med "infödde" (icke "inländske", såsom det hette i Magnus Erikssons landslag) svenska män.
Rådet var inte permanent samlat utan samlades efter särskild kallelse. Rådets befogenhet uppräknas i den ed som är intagen i landslagen. Rådet skulle efter bästa förmåga ge kungen råd, hade tystnadsplikt om sådant som kungen ville hålla hemligt samt "styrka honom till riksens rätt med all sin makt, att han må hålla de eder han riket svurit och allmogen honom". Enligt det sista stadgandet skulle det således tillse att kung och folk iakttog sina ömsesidiga plikter. Rådets samtycke erfordrades enligt lag blott vid bestämmandet av drottningens morgongåva. Genom sin mäktiga samhällsställning och genom de försäkringar som avtvingades konungarna utvidgade emellertid rådet sin verksamhetskrets. Dess råd eller samtycke (vilket ofta torde ha varit ungefär detsamma) erfordrades vanligen vid utnämnandet av riksråd och högre ämbetsmän, såsom drots, marsk med flera, vid utfärdandet av förordningar och av påbud om skatter, i frågor rörande utrikespolitiken, såsom krig, fred och traktater, vid utövandet av högsta domsrätten, vid givande och återtagande av förläningar (medeltidens viktigaste regeringshandlingar) med mera.
Höjdpunkten av rådets makt emot konungen utgjordes av Kalmar recess (1483), där det stadgas, att om någon ville klaga över konungen, skulle han göra det hos rådet och att ett riksråd som hade en avvikande mening skulle tvingas lämna rådet. Kring rådet som medelpunkt utbildade sig redan under medeltiden herredagen och riksdagen. Genom Kristian II:s våldsamma framfart mot aristokratin minskades också rådets betydelse.

### Vasatiden
Sedan Vasaätten kommit på tronen (1523) tillsattes rådet av kungen ensam och förlorade till följd av reformationen prelaternas medlemskap, vilket tidigare oftast hade varit rådets kunskapsrikaste och mest bildade element. Det var dock fortfarande ett slags herredag som vid viktiga fall samlades och skriftligen besvarade kungens propositioner. De försök som gjordes att bilda ett permanent församlat riksråd lyckades inte. Rådets mening inhämtades i ungefär samma ärenden som förut, med undantag av förläningars bortgivande, men kungen var nu den starkare parten.
Under Johan III och Sigismund växte emellertid aristokratins makt så att den hotade kungens beslutanderätt. Aristokratin försökte utvidga rådets inflytande och hoppades återställa unionstidens samhällsskick men blev av hertig Karl besegrad och med blodig stränghet bestraffad, varefter denne 1602 rekonstruerade det under de borgerliga striderna upplösta rådet. I överensstämmelse med landslagens stadganden skulle rådet nu endast ge konungen råd, men kungen var ej skyldig att följa dessa råd.

### Stormaktstiden
Under Gustav II Adolf ombildades rådet till en ständig rådkammare med säte i Stockholm. Rådet fördelades på de kollegiala ämbetsverken och under konungens frånvaro i fält skötte rådet de löpande regeringsärendena. Rådets medlemmar kunde under sådana förhållanden inte ha sin bostad på annan ort än Stockholm. Vid denna tid började vid rådssammanträdena föras protokoll (de äldsta rådsprotokollen är från 1621).
I lag framträder rådets förvandling från en på särskild kallelse sammanträdande herredag till en i huvudstaden vanligen samlad konselj som utgjorde förvaltningens medelpunkt genom 1634 års regeringsform. Riksrådets förändrade karaktär och uppgifter ändrade även dess ställning till riksdagen. Med dess egenskap att vara administrationens centralorgan kunde det ej längre utgöra kärnan i riksdagen, varför också 1626 års riddarhusordning stadgade att riksens råd skulle ha säte på Riddarhuset när de å konungens vägnar hade något att förhandla med adeln, men att de ej ägde någon rösträtt.
Minnet av rådets gamla ställning till riksdagen kvarstod emellertid ända till 1789 genom seden att riksdagsbeslut undertecknades av såväl rådet som ständerna.
I avseende på sammansättningen undergick rådet ej några betydande förändringar. I 1634 års regeringsform bestämdes dess antal till 25 ordinarie, de 5 höga riksämbetsmännen inberäknade, och enligt 1660 års tillägg kunde antalet ökas till högst 40. I sistnämnda urkund stadgades även att ej fler än tre ur samma släkt på samma gång fick sitta i rådet. På grund av adelns, särskilt den högre aristokratins, växande inflytande under denna period ökades också riksrådets makt, och de bägge långa förmyndarstyrelserna för Drottning Kristina och Karl XI ökade dess styrka ytterligare.
1660 års tillägg till regeringsformen bestämde att medlemmarna i rådet skulle utses med dettas vetskap och samtycke, och att, om regeringen i någon fråga gick rådet förbi, ägde vilken rådsherre som helst att av drottningen eller kanslern begära rådets sammankallande.

### Karolinska tiden

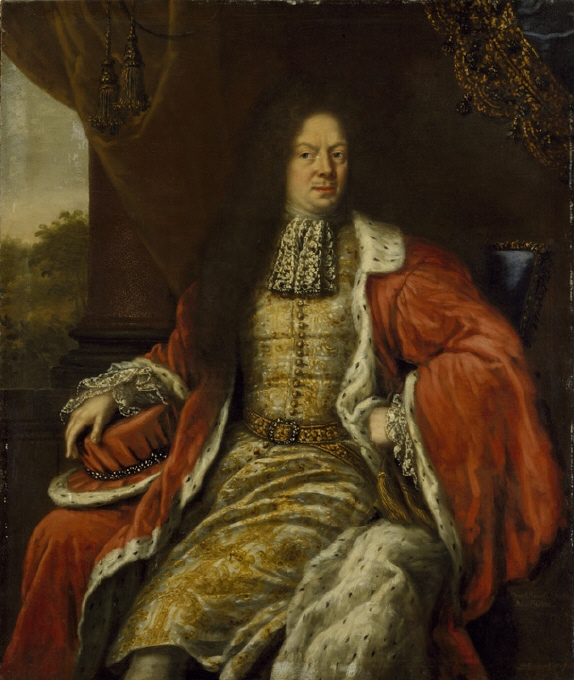
Nils Bielke iförd sin karmosinröda riksrådsmantel med kanter av hermelin, samt under högra handen riksrådshatten i samma material.

Rådet fick kritik för det sätt som landet styrdes under  Karl XI:s förmyndarstyre och efter att Karl XI blev myndig 1672 beslutade han att göra slut på rådets makt. På riksdagen 1680 infördes det karolinska enväldet genom att kungen lät ständerna förklara att konungen behövde fråga rådet endast "när han så fann för godt", varigenom dess medlemmars rätt att på eget initiativ yttra sin mening försvann, samt att konungen ensam ägde att fatta besluten. Då han tillika löstes från beroendet av 1634 och 1660 års regeringsformer fick han fria händer att ordna förvaltningen efter behag. Han begagnade sig av denna rätt på så sätt att han uteslöt rådet nästan helt och hållet från förvaltningen och inskränkte dess befogenhet till att vara landets högsta domstol. Det var då ej längre lämpligt att lagmännen hade plats i rådkammaren. De uteslöts därför efter 1680.
Enligt 1660 års regeringsform var förmyndarregeringen ansvarig inför ständerna. Till följd härav kunde rådet 1680 kallas till ansvar inför en särskild ständernas kommission och dess medlemmar dömdes av denna till dryga ersättningssummor. Då rådsherresläkterna dessutom också hårt drabbades av reduktionen nedbröts själva grunden för rådets makt, den stora jordrikedomen. Att dess betydlighet minskar visade sig även till namnet; dess medlemmar kallades ej längre riksråd, utan kungliga råd. Under Karl XII:s frånvaro från riket avgjorde han själv alla viktiga ärenden och lät de olika ämbetsverken i tur och ordning sköta de löpande regeringsärendena. Så småningom kom dock likväl regeringen i rådets händer, på grund av det oavvisliga behovet av en central myndighet. Vid sin återkomst till Sverige 1716 överlämnade Karl XII en stor del av förvaltningen åt nya ämbetsverk: Upphandlingsdeputationen och Kontributionsränteriet, och rådet fick endast domsrätt.

### Rådet efter Karl XII:s död

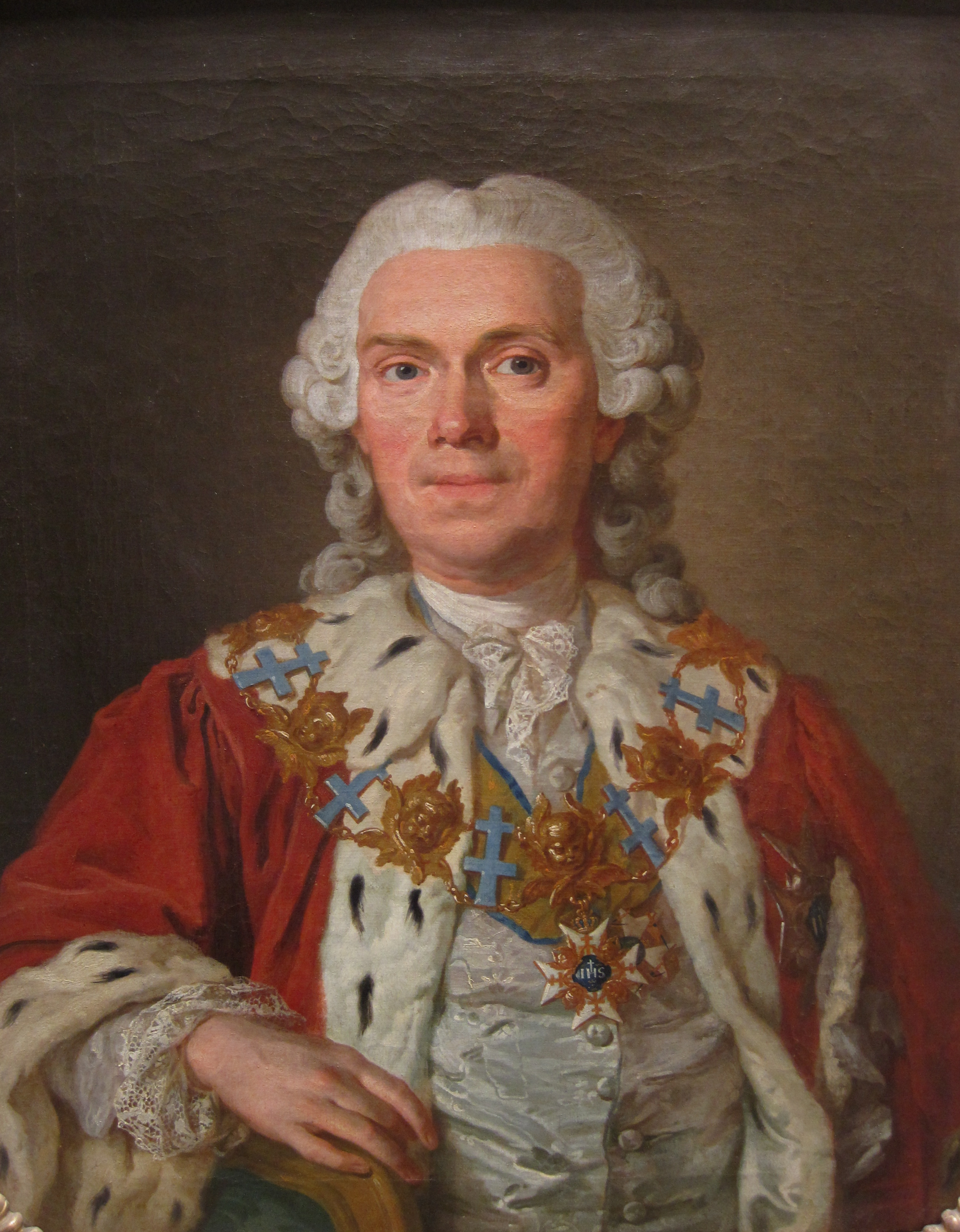
Riksrådet Gustaf Adolf Hjärne (1715–1805) iklädd den röda rikrådsmanteln.

Med enväldets fall inträdde även i rådets historia ett nytt tidskifte. Genast efter Karl XII:s död försökte aristokratin återställa det gamla rådsväldet, men dessa försök strandade på omöjligheten att rubba reduktionen, och ständernas makt blev i stället den överlägsna. Antalet riksråd –  de kungliga råden hade nu återtagit denna titel – bestämdes 1719 till 24, presidenterna i kollegierna inberäknade, och 1720 till 16, till vilka icke hörde presidenterna (kanslipresidenten var dock medlem av rådet).
Vid Riksdagen 1726–1727 ökades emellertid antalet till 23, för att Arvid Horn skulle få majoritet emot det holsteinska partiet. Under frihetstiden tillsattes råden genom att en nämnd av de tre högre stånden vid varje vakans tog fram tre kandidater, och sedan detta granskats av stånden utnämnde kungen en av de tre. Genom förordningen om lagarnas verkställighet 1766 bestämdes att den som tre gånger stått på rådsförslag utan att utnämnas fjärde gången skulle vara det enda förslaget och därmed vara självskriven. Rådet arbetade på två avdelningar, i början en för justitie- och utrikesärenden och en för inrikes- och krigsfrågor, men efter 1727 en för justitie- och inrikesfrågor och en för krigs- och utrikesärenden. I viktigare frågor samlades hela riksrådet. Rådets myndighet ökade i betydande grad jämfört med kungens. Det skulle nu på samma sätt som före 1680 av egen kraft påminna kungen om rikets rätt, och konungen måste förbinda sig ”att regera med, således icke utan, än mindre mot rådets råd”. I allmänna riksvårdande ärenden ägde rådet att rösta tillsammans med kungen, och denne hade då endast två röster och utslagsröst vid lika röstetal. Utnämningen av högre ämbetsmän skulle enligt 1720 års regeringsform ske i rådet, i regel utan omröstning, men skulle kungens utnämning strida mot ”Sveriges lag, regeringsformen och redlige undersåtars välfärd och förtjänst”, gjordes en omröstning (dock ej vid riksrådsutnämning).
I Adolf Fredriks kungaförsäkran stadgades, att rådet till sådana ämbeten skulle sätta tre personer på förslag, och efter det misslyckade revolutionsförsöket 1756 bestämdes, att överståthållare, överstarna för gardet och artilleriet samt kaptenlöjtnanten vid drabanterna skulle utses genom omröstning i rådet. Mindre viktiga ärenden samt tillsättande av lägre ämbetsmän ägde konungen enligt 1720 års regeringsform, efter vederbörande myndigheters betänkande och förslag, att avgöra i sitt kabinett i närvaro av två riksråd, som ej ägde att votera. Om kungen ville gå ifrån myndigheternas förslag skulle saken föredragas i rådet. 1751 tillades, att om kungen vid utseendet av lägre ämbetsmän gick utom förslaget, skulle utnämningen ske i rådet.
Rådet skulle sköta de löpande ärendena vid kungens bortresa eller sjukdom och vid tronledighet, till dess ständerna hunnit samlas. I dessa fall samt dessutom ”vid någon annan oförmodlig händelse, då riksens välfärd och ständernas frihet sådant kunde erfordra”, sammankallade rådet riksdagen. Hur mäktigt än rådet var i förhållande till konungen, var dock dess makt obetydlig vid sidan av ständernas. Dessa tillsatte i själva verket riksråden och hade rätt att granska deras förvaltning samt att kalla dem till ansvar inför Sekreta utskottet, någon annan deputation eller särskild vald kommission.
Riksråden kunde ställas inför rätta inte enbart för brott utan även för att ha vidtagit åtgärder som kunde betraktas som olämpliga eller skadliga för riket. I de senare fallen brukade de avskedas med pension och med bibehållande av titeln riksråd (de ”licentierades”), varigenom man hindrade dem att såsom adelsmän intaga plats på Riddarhuset. Under riksdagarna brukade ständerna ibland genom en kommission ta förvaltningen i egna händer och brukade också ge rådet instruktioner. Av dessa skäl brukade rådet kallas för ”ständernas fullmäktige”.

### Rådet under Gustav III
Genom 1772 års statskupp minskades rådets makt i förhållande till konungen. Kungen fick rätt att själv utse riksråden, vilkas antal skulle vara 17, och dessa skulle endast vara ansvariga inför kungen. Vad gäller rådets verksamhet bestämdes att 7 av ledamöterna, som skulle vara lagfarna, i fortsättningen skulle bilda Justitierevisionen, och därigenom ha den högsta domsrätten. Rådets uppgift skulle vara att ge råd men inte att regera riket och kungen skulle själv fatta beslut med undantag för den högsta domsrätten och frågor rörande fred, stillestånd samt förbund med andra länder. I frågor rörande fred hade kungen endast två röster, i de senare måste kungen ge efter om rådet var enhälligt däremot.
Tillsättandet av högre ämbetsmän och förtroendeämbetsmäns avsättande skulle också ske i rådet där också alla lagpropositioner skulle behandlas men utan rätt för rådets medlemmar att genom votering göra sin mening gällande mot kungen. Övriga regeringsärenden och tillsättandet av lägre ämbetsmän fick kungen själv besluta om, utan skyldighet att rätta sig efter myndigheternas förslag. Vid kungens sjukdom eller bortresa sköttes de löpande ärendena endast av de riksråd som kungen särskilt förordnat för denna uppgift. Om kungen ej gett några instruktioner om detta var kanslipresidenten och de fyra äldsta riksråden självskrivna. Genom 1772 års regeringsform hade rådets makt blivit mycket begränsad och upphörde helt 1789. Sedan kungen genom Förenings- och säkerhetsakten fått rätt att efter behag bestämma rådens antal upplöste han rådet (han satte antalet till 0) och ersatte det med Högsta domstolen och det nyinrättade Rikets allmänna ärendens beredning, det senare blev en föregångare till dagens regering

## Titel och klädsel
Sedan Drottning Kristinas tid hade riksråden titeln Excellens och hade som ämbetsdräkt en karmosinröd, fotsid, hermelinsbrämad mantel i sammet, en så kallad talar. Till dräkten hörde en hatt i samma material. Gustav III utökade klädseln till att även innefatta en dräkt, baserad på den furstliga dräkten.

## Lista över riksråd (ej fullständig)

### Folkungatid
1200- och 1300-talen.
- Magnus minnesköld ?–1208 eller 1210
- Peder Laurensån till Ekesjö, kung Jons frände (1216) 1219–1222, dog snart efter 1238
- Karl den döve jarl
- Karl Magnusson (biskop) i Linköping
- Eskil Magnusson Västgötalagmannen
- Benedikt Magnusson av Flokesrum, far till lagmannen Magnus Bengtsson (Bjälboätten) till Flokesrum
- Ulf fase
- Knut Holmgerson, kanske densamma som kung Knut den långe, dog 1234
- Knut Kristineson, bättre känd som Knut Håkonsson jarl
- magister Stenar
- Johannes Reymotson
- Filip Katarineson känd också som Filip Laurensån, kung Knut den långes förvant, dog i exil i Norge länge efter 1249
- Bengt Hafridsson
- Ulf Karlsson (Ulv), Sveriges första drots, från år 1276
- Magnus Ragvaldsson (Tre rutor), riksråd, drots från år 1288
- Johan Karlsson (Fånöätten), folkunge, avrättad 1280
- Knut Matsson (Lejonbjälke), riksråd från senast år 1280, drots 1280
- Björn Näf från år 1288
- Birger Persson (Finstaätten), från senast år 1291
- Magnus Gregersson (Bjälboättens oäkta gren) senast 1291?–1299
- Abjörn Sixtensson (Sparre av Tofta), riksråd, drots 1302–1304, 1307–1310
- Andreas And 1302–1317
- Filip Ulfsson (Ulv) från senast 1305-sannolikt 1333
- Knut Jonsson (Aspenäsätten) från år 1305
- Tuke Jonsson (Läma), från senast 1310
- Folke Jonsson (Fånöätten) från år 1312
- Mattias Kettilmundsson, rikshövitsman, dog 1326
- Knut Porse, 1318–1321
- Erik Turesson den äldre (Bielke), 1319
- Gregers Magnusson (Bjälboättens oäkta gren) från 1322
- Ture Kettilsson (Bielke)
- Håkan Matsson den unge av Händelö, kung Magnus Eriksons marsk, omkring 1332–1337, dog 1337
- Bengt Turesson (Bielke)
- Nils Turesson (Bielke), riksråd, drots 1344
- Sten Turesson (Bielke), 1348–
- Ulf Gudmarsson (Ulvåsaätten) från senast år 1339
- Magnus Knutsson (Aspenäsätten) från år 1351
- Bo Jonsson (Grip) från senast år 1359
- Bengt Filipsson (Ulv), 1356, 1358 och 1361

### Kalmarunionen
1400–1500-talet.
I Magnus Erikssons landslag från 1350-talet utformas regeln att kungen måste väljas och vid sin sida ska han ha ett råd med kyrkans män, tolv riddare och svenner, vilka kallas riksråd.
- Peter Ulfsson (Roos af Hjelmsäter), 1410–
- Nils Gustafsson (Rossviksätten), 1413
- Gotskalk Bengtsson (Ulv), 1413
- Krister Nilsson (Vasa) 1420-talet?
- Nils Olofsson Stjärnkors, 1427–1449
- Olov Larsson 1430-talet
- Bengt Lydekasson Djäkn, 1435–1439
- Sune Sunason (Ille), 1435–1439
- Bengt Gotskalksson (Ulv), 1435–1440
- Birger Trolle den yngre, 1436–
- Per Olovsson (Horn)
- Erik Nilsson Puke
- Ture Turesson (Bielke)
- Sten Turesson (Bielke)
- Erik Turesson den yngre (Bielke)
- Erik Holmstensson (Rosenstråle) 10 juni 1450
- Eskil Isaksson (Banér) senast 1455
- Johan Kristiernsson (Vasa) 1460-talet?
- Karl Magnusson (Eka)
- Trotte Karlsson (Ekaätten)
- Bo Stensson (Natt och Dag) till 1469
- Erik Karlsson (Vasa) 1470-talet?
- Arvid Trolle, 1470-talet
- Måns Karlsson (Eka) senast 1476–1484
- Sigge Larsson (Sparre), 1477–1496
- Nils Eriksson (Gyllenstierna) senast 1481
- Svante Nilsson (Sture) år 1482
- Klas Henriksson (Horn)  1488–1520
- Peder Turesson (Bielke), 1501
- Erik Johansson (Vasa) senast år 1504
- Knut Eriksson (till Nääs), 1504
- Axel Nilsson Posse, 1504
- Erik Abrahamsson (Leijonhufvud) senast år 1509
- Sten Sture den yngre, 1510–
- Henrik Erlandsson (Bååt), 1512–

### Gustav Vasasriksråd
1520-talet–1561.
- Lars Siggesson (Sparre), senast 1523
- Knut Andersson (Lillie) 1523–1546
- Erik Joakimsson Fleming 1523–1548
- Ivar Joakimsson Fleming 1523–1548
- Lars Siggesson (Sparre) 1523–1554
- Måns Bryntesson (Lilliehöök) 1528–1529
- Ture Eriksson (Bielke) 1528–1529
- Nils Olofsson (Vinge) 1528?–1529 (oklart när utnämnd)
- Peder Olofsson Hård 1528–1534
- Johan Turesson (Tre Rosor) 1528?–1556 (oklart när utnämnd)
- Bengt Nilsson (Färla) 1529–senast 1544
- Måns Johansson (Natt och Dag) 1529–1555
- Birger Nilsson (Grip) 1531–1565
- Gustaf Olofsson till Torpa 1534–1571 (även riksråd åt Erik XIV och Johan III)
- Sten Eriksson (Leijonhufvud) 1539–1561 (även riksråd åt Erik XIV)
- Axel Eriksson (Bielke), 1540
- Karl Eriksson (Gyllenstierna) 1541–1541
- Per Brahe den äldre 1544–1561 (även riksråd åt Erik XIV och Johan III)
- Svante Sture den yngre, 1544–
- Ture Pedersson Bielke, 1550

### Erik XIVsriksråd
1561–1568
- Sten Eriksson (Leijonhufvud) 1561–1568
- Gustaf Olofsson till Torpa 1561–1571 (även riksråd åt Johan III)
- Per Brahe den äldre 1561–1568 (även riksråd åt Johan III)
- Bengt Gylta 1561–1568 (även riksråd åt Johan III)
- Hogenskild Bielke 1562–1568 (även riksråd åt Johan III och Sigismund)
- Dionysius Beurræus 1562–1567
- Ivar Månsson (Stiernkors), 1565–
- Henrik Klasson Horn 1566–1568
- Johan Axelsson (Bielke), 1569

### Johan IIIsriksråd
1568–1592
- Gustaf Olofsson till Torpa 1568–1571
- Per Brahe den äldre 1568–1589
- Clas Eriksson Fleming 1569–1592 (även riksråd åt Sigismund)
- Hogenskild Bielke 1569–1592 (även riksråd åt Sigismund och Karl IX)
- Gustav Axelsson Banér 1569–1592 (även riksråd åt Sigismund)
- Anders Pedersson Lilliehöök 1569–
- Sten Axelsson Banér 1570–1592 (även riksråd åt Sigismund)
- Bengt Gylta 1568–1574
- Erik Larsson Sparre 1575, eller 1576–1590, då han dömdes från ämbetet, åter insatt 1593
- Claes Bielke, 1585
- Ture Nilsson Bielke, 1586
- Axel Stensson (Leijonhufvud) 1586–1589, 1590–1592 (även riksråd åt Sigismund)
- Gustaf Gabrielsson (Oxenstierna) 1590–1592

### Sigismundsriksråd
1592–1599
- Axel Stensson (Leijonhufvud) 1586–1597
- Clas Eriksson Fleming 1592–1599
- Hogenskild Bielke 1592–1599 (även riksråd åt Karl IX)
- Gustav Axelsson Banér 1592–1599
- Sten Axelsson Banér 1592–1599

### Karl IXsriksråd
(1599)1604–1611
- Hogenskild Bielke 1599–1605
- Göran Boije, 1602
- Arvid Henriksson Horn 1602–1606
- Nils Andersson (Lilliehöök)1605–
- Nils Turesson Bielke, 1606
- Henrik Horn (1578–1618) 1611–1618 (även riksråd åt Gustaf II Adolf)
- Axel Oxenstierna 1609–1611
- Hans Åkesson (Soop), 1609

### Gustaf II Adolfsriksråd
1611–1632
- Axel Oxenstierna 1611–1654 (även riksråd åt Drottning Kristina)
- Jakob De la Gardie 1613–1652
- Henrik Horn (1578–1618) 1611–1618
- Klas Horn (1583–1632) 1617–1631
- Johan Skytte 1617–1645
- Klas Fleming (1592–1644), 1625–
- Mattias Soop af Limingo 1627
- Sten Svantesson Bielke, 1631

### Resterandevasatidoch tidigkarolinsk tid
1500- och 1600-talet.
- Gustaf Eriksson Stenbock 1620-talet?
- Johan Banér 1630–1641
- Bengt Bengtsson Oxenstierna, 1641
- Lars Sparre (1590–1644), 1641–1644
- Arvid Forbus, 1653
- Erik Sparre (1618–1673), 1653
- Carl Soop af Limingo, 1654
- Gustaf Soop af Limingo, 1658
- Lorentz Creutz den äldre, 1660
- Johan Gabriel Stenbock
- Gustaf Gabrielsson Oxenstierna 1673–
- Rutger von Ascheberg, 1681 (Kungligt råd)
- Gustaf Otto Stenbock, 1682–1685 (Kungligt råd)
- Robert Lichton, 1687 (Kungligt råd)
- Erik Lindschöld, 1687 (Kungligt råd)
- Nils Bielke, 1687–1698 (Kungligt råd)
- Carl Gyllenstierna, 1687- (Kungligt råd)
- Nils Gyldenstolpe, 1690 (Kungligt råd)
- Erik Dahlbergh, 1693 (Kungligt råd)
- Didrik Wrangel af Adinal. 1693 (Kungligt råd)
- Axel Wachtmeister, 1693 (Kungligt råd)
- Carl Bonde, 1695 (Kungligt råd)
- Carl Piper, 1697–1716 (Kungligt råd)
- Hans Wachtmeister, (Kungligt råd)

### Karolinska enväldetoch därefter
1700-talet.
- Carl Piper, 1697–1716 (Kungligt råd)
- Nils Gyllenstierna, 1705 (Kungligt råd)
- Arvid Horn, 1705 (Kungligt råd)
- Nils Stromberg 1705 (Kungligt råd)
- Otto Vellingk 1705 (Kungligt råd)
- Knut Göransson Posse, 1705–1714 (Kungligt råd)
- Carl Gustaf Frölich, 1705–1714 (Kungligt råd)
- Carl Gustaf Rehnskiöld, 1705–1722 (Kungligt råd)
- Magnus Stenbock, 1710–1717 (Kungligt råd)
- Johan August Meijerfeldt den äldre, 1713–1747 (Kungligt råd)
- Johan Creutz, 1719–1726
- Fredrik von Friesendorff, 1761-1769
- Nils Adam Bielke, 1769
- Axel Banér
- Gustaf Fredrik von Rosen
- Pehr Kalling
- Fredrik Ribbing
- Swen Lagerberg
- Carl Nieroth
- Bengt Gabrielsson Oxenstierna